# Captain from Castile
Captain from Castile é um filme norte-americano de 1947, do gênero aventura, dirigido por Henry King e estrelado por Tyrone Power e Jean Peters.
O filme é uma luxuosa produção da 20th Century Fox, filmada no México. Na cidade de Morelos, o vulcão Paricutin entrou em atividade, o que atrasou as filmagens e causou aumento do orçamento.
Este foi o primeiro filme da carreira de Jean Peters.

## Sinopse
Pedro de Vargas, nobre espanhol, junta-se aos homens de Hernán Cortés, após perder tudo e ser torturado pela Inquisição. Segue com ele a camponesa Catana Perez, sua esposa. Os sonhos de refazer a vida no Novo Mundo são frustrados pela chegada de Diego de Silva, o oficial responsável pelas falsas acusações contra ele, pois ambicionava suas terras. Quando Diego é morto, a culpa recai sobre Pedro até que um príncipe indígena confessa o crime.

## Premiações
| Patrocinador                                  | Prêmio | Categoria                               | Situação |
| --------------------------------------------- | ------ | --------------------------------------- | -------- |
| Academia de Artes e Ciências Cinematográficas | Oscar  | Melhor Trilha Sonora (Drama ou Comédoa) | Indicado |

## Elenco
| Ator/Atriz       | Personagem              |
| ---------------- | ----------------------- |
| Tyrone Power     | Pedro de Vargas         |
| Jean Peters      | Catana Perez            |
| Cesar Romero     | Hernán Cortés           |
| Lee J. Cobb      | Juan Garcia             |
| John Sutton      | Diego de Silva          |
| Antonio Moreno   | Don Francisco de Vargas |
| Thomas Gomez     | Padre Bartolomeo Romero |
| Alan Mowbray     | Professor Botello       |
| Barbara Lawrence | Luisa de Carvajal       |
| George Zucco     | Marquês de Carvajal     |
| Roy Roberts      | Capitão Alvarado        |

## Galeria

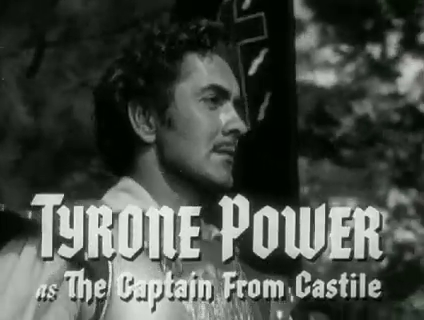
Tyrone Power
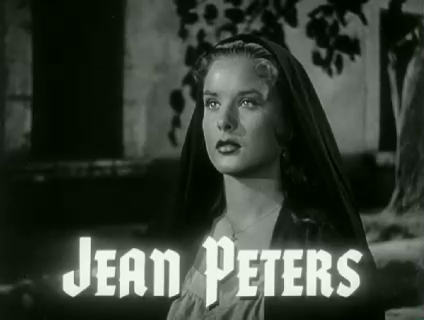
Jean Peters
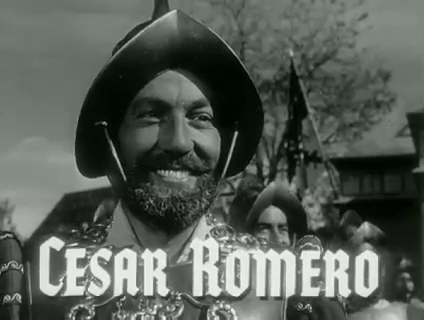
Cesar Romero
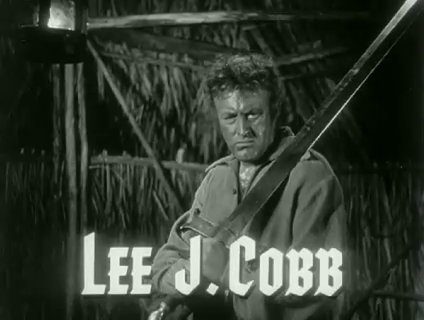
Lee J. Cobb
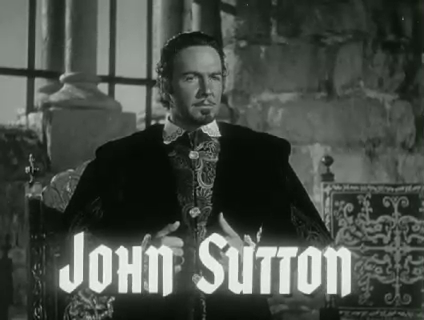
John Sutton
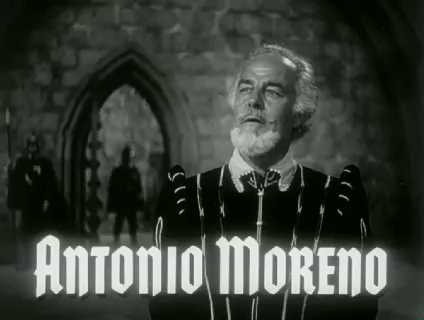
Antonio Moreno
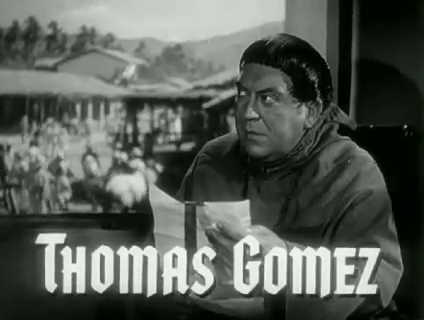
Thomas Gomez